# صنعت برق

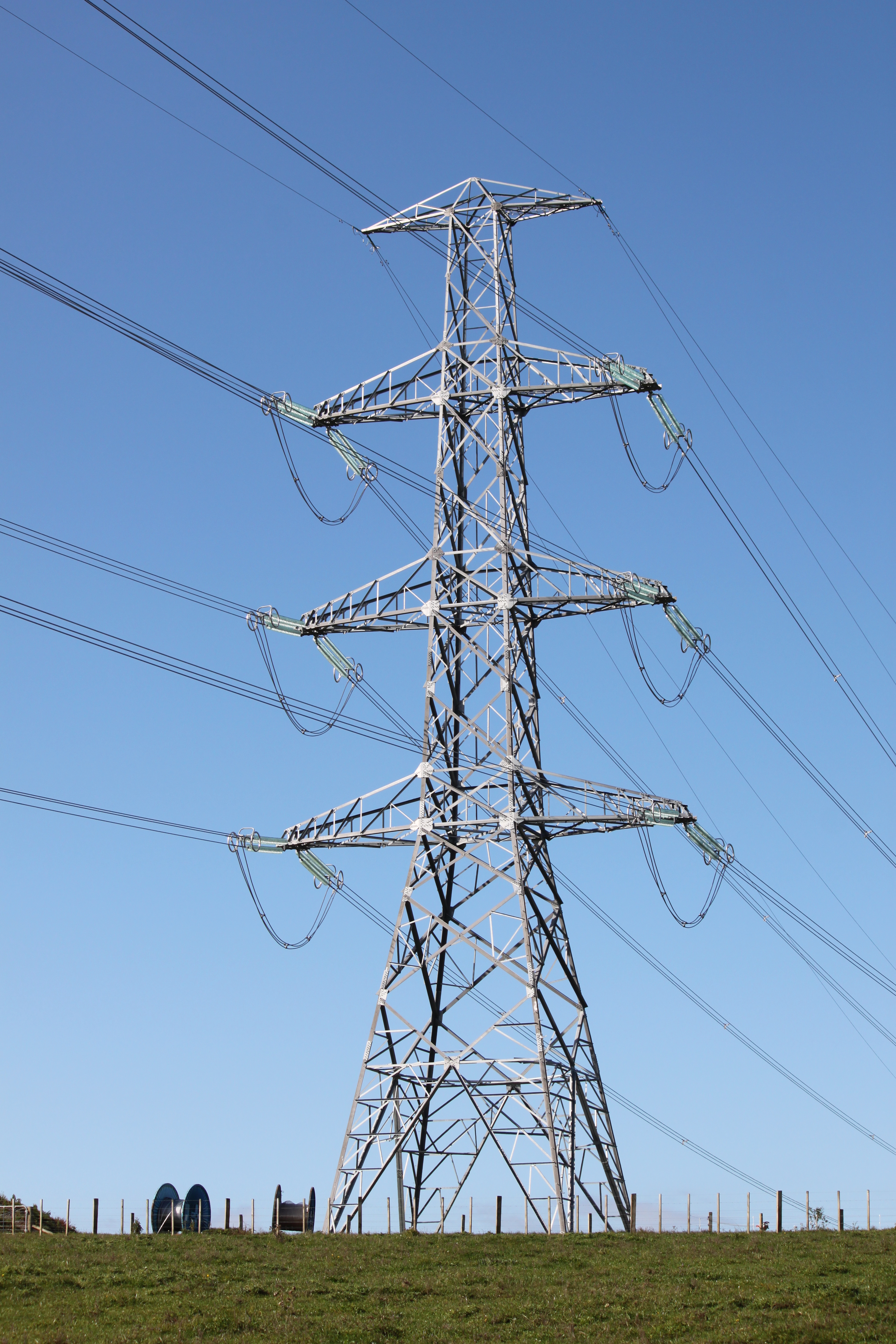
نیروی الکتریکی از طریق خطوط انتقال هوایی و همچنین از طریق کابل‌های فشار قوی زیر زمینی منتقل می‌شود.

صنعت برق (انگلیسی: Electric power industry) شامل تولید، انتقال، توزیع و فروش نیروی برق به عموم مردم و کارخانه‌های صنعتی است. توزیع تجاری برق از سال ۱۸۸۲ با تولید برق برای لامپ‌های روشنایی آغاز شد. افزایش نگرانی‌های اقتصادی و ایمنی در دهه‌های ۱۸۸۰ و ۱۸۹۰ میلادی منجر به قانون گذاری صنعت برق شد. انرژی الکتریکی قابل اعتماد و اقتصادی، که روزگاری یک موضوع جدید گران‌قیمت و محدود به نقاط پر جمعیت شهر بود، به یک جنبه اساسی برای عملکرد عادی همه عناصر کشورهای توسعه یافته تبدیل شد.
در اواسط قرن بیستم، برق به عنوان «انحصار طبیعی» تلقی شد، به این معنی که تنها در صورتی که تعداد محدودی از شرکت‌های توزیع برق در بازار شرکت کنند، کارآمد است. در برخی مناطق، شرکت‌های یکپارچه به‌صورت عمودی همه مراحل را از تولید تا توزیع نهایی ارائه می‌دهند و فقط نظارت دولتی، نرخ بازده و ساختار هزینه‌ها را تنظیم می‌کند.